# Tracy K. Smith
Tracy K. Smith (Falmouth, 16 de abril de 1972) é uma poetisa e educadora norte-americana. De 2017 a 2019, foi nomeada como poeta laureada dos Estados Unidos. Venceu o Prêmio Pulitzer de Poesia pela obra Life on Mars, publicada em 2011.